# アタッカー (護衛空母)
|           |                                         |
| 艦歴      |                                         |
| 発注:     |                                         |
| 起工:     | 1941年4月17日                           |
| 進水:     | 1942年9月27日                           |
| 就役:     | 1942年9月30日                           |
| 退役:     | 1946年1月5日                            |
| 除籍:     | 1946年2月26日                           |
| その後:   | 1980年に香港で廃棄                      |
| 性能諸元  |                                         |
| 排水量:   | 14,400 トン                             |
| 全長:     | 491 ft 6 in (150 m)                     |
| 全幅:     | 105 ft (32 m)                           |
| 吃水:     | 26 ft (7.9 m)                           |
| 機関:     | 蒸気タービン1軸推進、8,500shp           |
| 最大速:   | 18ノット (33 km/h)                      |
| 航続距離: |                                         |
| 兵員:     | 士官、兵員646名                         |
| 兵装:     | 4インチ砲2門、40mm機銃8基、20mm機銃20基 |
| 搭載機:   | 20                                      |

バーンズ(USS Barnes, AVG/ACV/CVE-7)はアメリカ海軍、ボーグ級護衛空母の1隻。イギリスに貸与されアタッカー(HMS Attacker, D02)と改名された。

## 艦歴
艦はカリフォルニア州サンフランシスコのウェスタン・パイプ・アンド・スチール社で海事委任契約の下、スチール・アーティザン(Steel Artisan)の艦名で1941年4月17日起工する。1942年9月30日にアメリカ海軍で就役し、レンドリース法に基づき同日イギリス海軍に移管、アタッカーと改名された。
1943年9月にアヴァランチ作戦（サレルノ上陸作戦）に、1944年8月にドラグーン作戦（南フランス上陸作戦）に参加した。1944年9月からはエーゲ海で作戦に従事した。1945年8月にペナン島再占領、9月にシンガポール再占領に参加した。
アタッカーは1946年1月5日にアメリカに返還され、1946年10月28日に民間へ売却、キャッスル・フォーテ(Castel Forte)と改名された。
その後1958年にはフェアスカイ(Fairsky)と改名される。1977年6月23日に沈没船と衝突、沈没を防ぐため引き上げられた。6日後に修理の後再び進水した。
1978年には水上ホテル、フィリピン・ツーリスト(Philippine Tourist)として改装が始められたが、1979年11月3日火災が発生し、その後1980年5月24日に香港で廃棄された。